# 12º Corpo d'armata (Ucraina)
Il 12º Corpo d'armata (in ucraino 12-й армійський корпус?, 12-j armijs'kyj korpus, unità militare A5030) è un corpo d'armata delle Forze terrestri ucraine con base a Kiev.

## Storia
Il corpo è stato creato il 22 dicembre 2024, seguendo la numerazione progressiva del 9º, 10º e 11º Corpo d'armata formati precedentemente, in previsione della riforma delle Forze armate ucraine che prevede la transizione verso una struttura basata proprio sui comandi intermedi di corpo d'armata invece che sui gruppi tattici e operativi. Il 31 marzo 2025 la costituzione del corpo è stata annunciata ufficialmente. Costituito sulla base del Gruppo operativo-tattico "Kiev" responsabile della difesa della capitale ucraina, comprende unità sia delle Forze terrestri che delle Forze di difesa territoriale, della Guardia nazionale e della Guardia di frontiera. Nel giugno 2025 ha inoltre integrato nel proprio organico il 1027º Reggimento artiglieria missilistica contraerei, costituito a maggio a partire dal reparto contraereo della 101ª Brigata per la protezione dello stato maggiore. A luglio si sono aggiunti al corpo la 67ª Brigata meccanizzata e la 26ª Divisione imbarcazioni fluviali della Marina militare ucraina.

## Struttura
- Comando di corpo d'armata[7]
- Brigata presidenziale "Atamano Bohdan Chmel'nyc'kyj" (unità militare A0222)
- 67ª Brigata meccanizzata (unità militare A4123)
- 112ª Brigata di difesa territoriale (unità militare А7040)
- 118ª Brigata di difesa territoriale (unità militare А7046)
- 120ª Brigata di difesa territoriale (unità militare А7048)
- 1027º Reggimento artiglieria missilistica contraerei
- 19ª Brigata della Guardia Nazionale (unità militare 3114)
- 25ª Brigata di protezione dell'ordine pubblico "Principe Askold" (unità militare 3030)
- 27ª Brigata della Guardia Nazionale "Pečers'k" (unità militare 3066)
- 28º Reggimento di protezione infrastrutture statali (unità militare 3041)
- 31º Reggimento della Guardia Nazionale (unità militare 3061)
- 26ª Divisione imbarcazioni fluviali (unità militare A4269)
- 2º Battaglione medico "Extremis"
- 428º Battaglione sistemi senza pilota
- 511º Battaglione manutenzione
- Battaglione comunicazioni (unità militare A5118)
- Battaglione sicurezza e servizio (unità militare A5162)

## Comandanti
- Colonnello Pavlo Procjuk (2025 - in carica)[8]